# Intermedia
Il termine Intermedia fu usato nella metà degli anni '60 da Dick Higgins, uno degli artisti aderenti a Fluxus, per descrivere un certo numero di attività artistiche interdisciplinari e di difficile categorizzazione. Il termine fu coniato dal poeta inglese Samuel Taylor Coleridge nel 1812, per descrivere forme artistiche che combinavano forme espressive e discipline di natura diversa. Possono quindi essere definite come intermedia, quelle aree che si pongono ad esempio, tra disegno e poesia, oppure tra pittura e teatro. Con lo svilupparsi di questi nuovi generi tra i generi, nacquero nuovi termini per descrivere nuove categorie, come ad esempio la poesia visiva oppure la performance art.

## Festival
- Ibrida, definito come festival delle arti intermediali, si tiene annualmente a Forlì dal 2015.